# Lista de distritos e bairros de São José (Santa Catarina)
Os distritos e bairros da cidade de São José foram definidos por leis municipais específicas, que foram sendo alteradas com o passar dos anos. Na atualidade, a cidade conta com três distritos, definidos pela última vez pela Lei n° 6163 de 2022, e um número de 30 bairros oficiais, visto que sua definição anterior, feita pela Lei nº 3514 em 2000, foi alterada pela lei nº 173 no final de 2024, mas sua aplicação prática, em especial quanto a divisão do bairro Forquilhas, ainda parece ser limitada - além desta, essa última lei definiu os nomes oficiais dos bairros nas áreas rurais.

## Distritos de São José
Os distritos de São José permanecem praticamente inalterados desde a emancipação de São Pedro de Alcântara, que era um distrito até 1994, deixando a cidade com três grande divisões. O maior e mais populoso dos três, o distrito do Centro Histórico de São José, que compreende sul, centro e oeste do município, já foi chamado de distrito de São José e distrito Sede - com estes nomes passando para o antes chamado distrito de Campinas, que é o menor, com apenas dois bairros. O distrito de Barreiros é o que tem o nome mais consolidado, servindo como metonímia para toda a parte nordeste de São José. Apesar do nome, o Distrito Industrial é um bairro, parte do distrito do Centro Histórico.
|   | Distrito                     | Bairros          | População (Censo 2022) |
| - | ---------------------------- | ---------------- | ---------------------- |
| 1 | Centro Histórico de São José | Dezenove bairros | 144.387                |
| 2 | Barreiros                    | Nove bairros     | 94.867                 |
| 3 | São José (Sede)              | Dois bairros     | 31.045                 |

## Bairros de São José
Até 2024, os bairros estavam definidos pela Lei nº 3514 e suas alterações, com 27 bairros urbanos. A lei nº 173, de 2024, manteve os bairros consolidados, porém estabeleceu no oeste do bairro Forquilhas uma área de expansão urbana, dividindo o bairro em Forquilhas do Leste e Forquilhas do Oeste. Devido a criação recente, pouco se usa essa nomenclatura, e a área rural a oeste de Forquilhas era chamada apenas de Alto Forquilhas - este e o Pagará, localidade entre a Colônia Santana e o Sertão do Maruim, passaram a ser considerados oficialmente bairros rurais, com o Alto Forquilhas ficando no extremo oeste do município. Com isso, se chegou ao número de 30 bairros na cidade.

### População
A população dos bairros urbanos foi calculada no Censo Demográfico de 2022, dois anos antes das mudanças da lei nº 173 - houve um redesenho dos limites de alguns bairros, especialmente na área em expansão urbana, no oeste. Assim, os números, principalmente dos bairros do oeste - Forquilhas, Potecas, Sertão do Maruim e Colônia Santana - são da população dos limites antigos. Antes da divisão, Forquilhas era o bairro mais populoso, com sua parte leste tendo ficado com a parte urbana mais consolidada. Também não existia a definição dos bairros rurais.
| Bairro                                    | Distrito                     | População (Censo 2022) |
| ----------------------------------------- | ---------------------------- | ---------------------- |
| Forquilhas (Leste e Oeste)                | Centro Histórico de São José | 30.318                 |
| Serraria                                  | Centro Histórico de São José | 30.170                 |
| Barreiros                                 | Barreiros                    | 24.432                 |
| Areias                                    | Barreiros                    | 18.949                 |
| Campinas                                  | São José (Sede)              | 17.714                 |
| Forquilhinha (ou Forquilhinhas)           | Centro Histórico de São José | 15.941                 |
| Ipiranga                                  | Barreiros                    | 15.123                 |
| Kobrasol                                  | São José (Sede)              | 13.331                 |
| Bela Vista                                | Barreiros                    | 10.472                 |
| Nossa Senhora do Rosário                  | Barreiros                    | 8.739                  |
| Sertão do Maruim                          | Centro Histórico de São José | 8.726                  |
| Potecas                                   | Centro Histórico de São José | 8.016                  |
| Fazenda Santo Antônio (ou Fazenda do Max) | Centro Histórico de São José | 7.631                  |
| Real Parque                               | Barreiros                    | 7.561                  |
| Jardim Cidade de Florianópolis            | Barreiros                    | 7.440                  |
| Roçado                                    | Centro Histórico de São José | 6.056                  |
| Praia Comprida                            | Centro Histórico de São José | 5.043                  |
| Centro (ou Centro Histórico)              | Centro Histórico de São José | 4.337                  |
| Picadas do Sul                            | Centro Histórico de São José | 4.113                  |
| Flor de Nápolis                           | Centro Histórico de São José | 3.887                  |
| Colônia Santana                           | Centro Histórico de São José | 3.505                  |
| São Luiz                                  | Centro Histórico de São José | 2.040                  |
| Ponta de Baixo                            | Centro Histórico de São José | 2.019                  |
| Pedregal                                  | Barreiros                    | 1.380                  |
| Bosque das Mansões                        | Centro Histórico de São José | 932                    |
| Jardim Santiago                           | Barreiros                    | 771                    |
| Distrito Industrial                       | Centro Histórico de São José | 149                    |